# Jeff Archibald
Jeff Archibald, född den 2 februari 1952 i Auckland, Nya Zeeland, är en nyzeeländsk landhockeyspelare.
Han tog OS-guld i herrarnas landhockeyturnering i samband med de olympiska landhockeytävlingarna 1976 i Montréal.